# Washington County (Tennessee)
Washington County je okres ve státě Tennessee ve Spojených státech amerických. K roku 2010 zde žilo 122 979 obyvatel. Správním městem okresu je Jonesborough. Celková rozloha okresu činí 855 km².